# Jindra Kramperová
Jindra Kramperová (28. září 1940 Praha – 20. října 2024) byla česká krasobruslařka, klavíristka, pedagožka, manželka dirigenta a skladatele Víta Micky.

## Sportovní kariéra
Pochází z rodiny zubního lékaře a učitelky. S krasobruslením začala v šesti letech, protože byla neduživé, podvyživené dítě a kvůli tomu ji nevzali do školy . Její otec rozhodl, že bude sportovat, aby zesílila, a že jí prospěje pobyt na čerstvém vzduchu. A tak ji dal na bruslení. Dovezl ji na Štvanici, což byl v té době jediný stadión v Praze (v té době ještě  nekrytý), postavil na brusle (hnědé boty s noži, které jí uřízli, aby nebyly tak dlouhé), a když viděl, že se na nich udrží, nechal ji kroužit. Pak už jí jen ukázal  cestu domů na Smíchov a od té doby jezdila bruslit sama. Denně vstávala před čtvrtou hodinou ranní, aby mohla již od pěti být na ledě a trénovat. Krasobruslařům byla na Štvanici vyhrazena tzv. „nudle“, což byl cca 5 m dlouhý pás, oddělený jen provázkem od hokejové plochy, kde mohli bruslaři trénovat. Tam si jí všiml trenér Karel Glogar, který vyhledával talenty (objevil např. Vrzáňovou, Lerchovou aj.), a začal ji trénovat. Ten s ní také nacvičil scénku do lední revue s názvem Chůva a miminko. Po dvou letech pak přešla k trenéru Miroslavu Hasenöhrlovi a pak vystřídala ještě několik trenérů, ale často si sestavovala jízdu sama, stejně tak jako hledala sama hudbu. Velkou rádkyní jí byla i její maminka, která měla velký smysl pro estetiku a která jí pomáhala dotvářet volnou jízdu do konečné podoby. Aby zlepšila svůj styl a projev, chodila na taneční průpravu k paní Haně Štěpánkové, bývalé primabaleríně Národního divadla.
V sedmi letech nastoupila do školy a trénovala před začátkem vyučování a po škole. Později jí byla udělena výjimka, aby mohla trénovat častěji – dnes bychom řekli, že dostala individuální studijní plán.
Na ledě trávila čas od září do března, velmi často vystupovali krasobruslaři o přestávkách hokejových utkání. Byl to pro ně trénink a zároveň tím krátili chvíli divákům. Kryté stadióny tehdy ještě nebyly, a tak se využívalo vše, co bylo k dispozici. V létě se jezdilo trénovat do Staré Boleslavi, kde byl malý stadión s umělým ledem (nechal jej postavit majitel čokoládovny Rudolf Pachl pro svou dceru s krasobruslařskými ambicemi ), nebo do Dobšinské ľadové jaskyně na Slovensko. Možnosti tréninku na ledě byly tehdy velmi omezené. V létě pak probíhal hlavně tzv. suchý trénink mimo stadion. Nic nebylo tak plánované a organizované jako dnes, hodně záleželo na individualitě závodníka, jak k tréninku přistupoval.
V devíti letech se poprvé zúčastnila závodů v Memoriálu dr. Heinze, ve 12 letech skočila jako první v republice dvojitý axel. Bylo to ve filmu Na stříbrném zrcadle z roku 1954.
Jako třináctiletá si zahrála v již zmiňovaném filmu Na stříbrném zrcadle, kde hrála tak trochu sama sebe, neboť film vypráví o mladé školačce, která se rozhoduje, čemu dát přednost, zda hudbě či krasobruslení. Scénář k filmu napsal František Kožík a režíroval jej Jaromír Pleskot.
V patnácti letech se účastnila OH v Cortině d'Ampezzo jako nejmladší závodnice. Skončila sice na 20. místě, ale tím, že se zúčastnila, stala se zároveň i členkou Českého klubu olympioniků. V letech 1957-59 vyhrála třikrát za sebou mistrovství republiky, r. 1958 skončila pátá na mistrovství Evropy.
Kvůli jejímu buržoaznímu původu i politickým názorům v rodině byla omezována její sportovní vystupování, přesto ale nesměla skončit s aktivní sportovní činností. Nemohla vyjíždět do zahraničí, nemohla soutěžit, ale musela trénovat. Reprezentanti ČSSR byli jakýmsi majetkem státu a bylo jim určováno, co mohou a nemohou. I proto nemohla jet na OH ve Squaw Valley r. 1960.
Se závoděním skončila v r. 1961, poté už jen občas vystupovala v lední revue, což brala jako dobrý přivýdělek ke studiu. Od tohoto roku se začala naplno věnovat kariéře klavíristky.

## Výsledky
| Sport                                      | 1956 | 1957 | 1958 | 1959 | 1960 | 1961 |
| ------------------------------------------ | ---- | ---- | ---- | ---- | ---- | ---- |
| Zimní olympijské hry                       | 20   |      |      |      |      |      |
| Mistrovství světa v krasobruslení          | 15   |      | 17   |      |      |      |
| Mistrovství Evropy v krasobruslení         | 14   | 8    | 5    | 6    | 8    |      |
| Mistrovství Československa v krasobruslení | 2    | 1    | 1    | 1    | 3    | 2    |

## Umělecká kariéra
S klavírem začala Jindra Kramperová v devíti letech u prof. konzervatoře Emmy Doležalové, která jí dávala soukromé hodiny. Ve dvanácti měla již samostatný koncert v Městské knihovně v Praze, ve třinácti vystupovala s orchestrem FOK ve Smetanově síni Obecního domu v Praze, hrála Koželuhovo Rondo. O rok později už hrála Mozartův Korunovační koncert. Ačkoliv se její sportovní a umělecká dráha po určitou dobu překrývaly a vzájemně prolínaly, od začátku Jindra věděla, že bruslení je jen koníček, ale hudba je její budoucnost. A díky silné vůli, disciplíně a pracovitosti se prosadila nejen v krasobruslení, ale i v hudbě, neboť se stala uznávanou klavíristkou, která koncertovala doma i v zahraničí.
V patnácti letech šla studovat na gymnázium a po maturitě nastoupila na Vysokou školu múzických umění v Bratislavě (do třídy prof. Macudzinského), kde ještě současně bruslila a hrála na klavír. Aby vše stihla, bydlela na stadionu, ráno vstávala, chodila na tréninky a odpoledne studovala. Po skončení závodní kariéry přestoupila z Bratislavy na pražskou AMU do třídy prof. Františka Maxiana. Zpočátku to neměla jednoduché, neboť musela dlouho hudební veřejnost přesvědčovat, že to myslí s klavírem vážně a že není jen "ta od ledu". Po absolutoriu pak ještě dva roky studovala postgraduálně na konzervatoři  v Moskvě u prof. Jemeljanovové. Tam studovala a bydlela s vynikající klavíristkou Elizabetou Leonskou.
V letech 1974-1988 byla sólistkou Komorní filharmonie Pardubice a od roku 1970 začala zároveň pracovat na AMU v Praze jako pedagožka. Působila zde až do roku 2010.
Jako klavírní virtuoska koncertovala ve většině evropských zemí, ale i v mnoha zemích světa, např. v Japonsku, Kanadě, USA či na Kubě, nahrávala v rozhlase, u gramofonových společností, hrála s Českou filharmonií a jinými významnými hudebními tělesy, vystupovala na Pražském jaru s Miroslavem Langrem, spolupracovala i s komorními soubory, např. Dvořákovým, Stamicovým či Kociánovým kvartetem. Na zakázku nahrála komplet Beethovenových sonát, ve vydavatelství Panton vydala skladby soudobých autorů, např. Vačkáře, Tausingera, Micky aj., k nimž měla velmi blízko. Mezi její nejoblíbenější autory patří W. A. Mozart, L.van Beethoven. či Bedřich Smetana.
Angažovala se jako členka Českého klubu olympioniků v Odznaku všestrannosti olympijských vítězů, což je projekt určený školákům na podporu zvýšení sportovní aktivity.
Se svým manželem, dirigentem Vítem Mickou, žila v Praze.